# AB Gigantic
AB Gigantic, hrvatska neovisna diskografska kuća iz Splita. Na prvom je izdanju iz 1995. godine nosila ime Lunatic Fanzine, fanzinu koji je izdavala AB Gigantic. Djelovali su do 1997. godine, promijenivši ime. Objavili su jednu traku i tri CD-a, među kojima su Why Stakla i Supermarket (No Comment). Sjedište je u Vukovarskoj 171, Split.

## Vanjske poveznice
- (eng.) Lunatic Fanzine Discogs
- (eng.) AB Gigantic Discogs